# Voyage en Barbarie
Voyage en Barbàrie, (abreujat Voy Barbarie), és un llibre amb il·lustracions i descripcions botàniques que va ser escrit pel religiós, naturalista, botànic i explorador francès, Jean Louis Marie Poiret i publicat en 2 volums l'any 1789 amb el nom de Voyage à Barbarie, ou Lettres écrites de l'ancienne Numidie …, pendant les annes 1785 et 1786 sur la Religion, les Coutumes & les moeurs des Maures & des Arabes Bédouins, avec un Essai sur l'histoire naturelle de ce Pays. Ed. J.B.F. Née de la Rochelle, Paris, 2 vols : XXIV + 364 pàg. 1789 en línia.